# Підводні човни проєкту 671РТ «Сьомга»
| Підводні човни проєкту 671РТ «Сьомга» | Підводні човни проєкту 671РТ «Сьомга»                        | Підводні човни проєкту 671РТ «Сьомга»                        |
| ------------------------------------- | ------------------------------------------------------------ | ------------------------------------------------------------ |
|                                       |                                                              |                                                              |
|                                       |                                                              |                                                              |
|                                       |                                                              |                                                              |
| Під прапором                          | СРСР                                                         | СРСР                                                         |
| Спуск на воду                         | 1972-1978 рр (човнів)                                        | 1972-1978 рр (човнів)                                        |
| Виведений зі складу флоту             | 1991—1997 рр                                                 | 1991—1997 рр                                                 |
| Проєкт                                |                                                              |                                                              |
| Тип ПЧ                                | Підводний човен атомний торпедний                            | Підводний човен атомний торпедний                            |
| Розробник проєкту                     | СПМБМ «Малахіт»                                              | СПМБМ «Малахіт»                                              |
| Головний конструктор                  | Чернишов Г. М.                                               | Чернишов Г. М.                                               |
| Класифікація НАТО                     | Victor-II                                                    | Victor-II                                                    |
| Основні характеристики                |                                                              |                                                              |
| Швидкість (надводна)                  | 11,7 вузлів (22 км/год)                                      | 11,7 вузлів (22 км/год)                                      |
| Швидкість (підводна)                  | 31,7 вузлів (61 км/год)                                      | 31,7 вузлів (61 км/год)                                      |
| Робоча глибина занурення              | 320 м                                                        | 320 м                                                        |
| Гранична глибина занурення            | 400 м                                                        | 400 м                                                        |
| Автономність плавання                 | 60 діб                                                       | 60 діб                                                       |
| Екіпаж                                | 88 осіб                                                      | 88 осіб                                                      |
| Розміри                               |                                                              |                                                              |
| Довжина найбільша (по КВЛ)            | 101,8 м                                                      | 101,8 м                                                      |
| Ширина корпусу найб.                  | 10,8 м                                                       | 10,8 м                                                       |
| Середня осадка (по КВЛ)               | 7,3 м                                                        | 7,3 м                                                        |
| Водотоннажність надводна              | 4673 т                                                       | 4673 т                                                       |
| Озброєння                             |                                                              |                                                              |
| Торпедно- мінне озброєння             | Носові: 2 ТА калібру 650-мм (торпед), 4 ТА калібру 533-мм    | Носові: 2 ТА калібру 650-мм (торпед), 4 ТА калібру 533-мм    |
| Ракетне озброєння                     | «Вьюга-53» і «Вьюга-65» як боєприпаси до торпедних апаратів. | «Вьюга-53» і «Вьюга-65» як боєприпаси до торпедних апаратів. |

Підводні човни проєкту 671РТ «Сьомга» — серія радянських атомних підводних човнів (ПЧАТ). Побудовано і передано флоту 7 човнів цього проєкту. Є модифікацією проєкту 671 «Йорш». Чотири човни будувалися в м. Горькому, а три — у Ленінграді. Проєкт вирізнявся наявністю низьких шумів. Усі човни проєкту несли службу на Північному флоті.

### Енергетичне обладнання
Дві паровиробні установки ОК-300 сумарною потужністю 31 000 к. с.:
Два водо-водяних реактори ВМ-4 тепловою потужністю 72 МВт, цикл перезавантаження реакторів — 8 років. Чотири парогенератори ПГ-4Т. Один багатолопастний гвинт. Дизель-генератор 460 кВт.

## Сучасний статус і перспективи
Усі човни проєкту були виведені зі складу флоту у 1991—1997 роках.

## Представники
| Назва | Заводський номер | Закладений        | Спущений на воду | Прийнятий флотом | Виведений з флоту |
| ----- | ---------------- | ----------------- | ---------------- | ---------------- | ----------------- |
| К-387 | 801              | 2 квітня 1971     | 2 вересня 1972   | 30 грудня 1972   | 4 серпня 1995     |
| К-371 | 802              | 27 лютого 1973    | 30 липня 1974    | 29 грудня 1974   | 31 липня 1996     |
| К-495 | 01621            | 28 вересня 1974   | 26 серпня 1975   | 30 грудня 1975   | 31 липня 1996     |
| К-513 | 01625            | 22 липня 1975     | 21 серпня 1976   | 27 грудня 1976   | 30 червня 1993    |
| К-467 | 803              | 19 листопада 1974 | 7 травня 1976    | 29 грудня 1976   | 4 червня 1996     |
| К-488 | 804              | 15 грудня 1976    | 8 жовтня 1977    | 29 жовтня 1978   | 30 червня 1993    |
| К-517 | 01627            | 23 березня 1977   | 24 серпня 1978   | 31 грудня 1978   | 30 червня 1993    |

- К-505 — закладений у січні 1975 року; не добудовувався, розібраний на стапелі